# Nature
Nature er et britisk multidisciplinært videnskabeligt tidsskrift, der blev udgivet første gang den 4. november 1869. Det er rangeret som verdens mest citerede videnskabelige tidsskrift af Science Edition i 2010-udgaven Journal Citation Reports og har en I-faktor på 40.137, hvilket gør det til verdens mest citerede akademiske magasin. Det er et af de få tilbageværende akademiske tidsskrifter, der udgiver original forskning spredt over en bred række videnskabelige emner.
Tidsskriftets primære målgruppe er forskere, men resuméer og medfølgende artikler fremstilles for at gøre de fleste af de vigtigste artikler forståelige for videnskabsfolk inden for andre felter og den uddannede offentlighed. I starten af hvert tidsskrift er ledere, nyheder og feature-artikler som har generel interesse for videnskabsfolk, inklusive nye opdagelser, videnskabsetik og videnskabelige gennembrud. Der er også sektioner med bøger og kunst. Resten af tidsskriftet består primært af videnskabelige artikler, der ofte er tætskrevne og meget tekniske. Der er strikser regler for artiklerne i magasiner er mange af dem opsummeringer af det videnskabelige arbejder, der ligger bag, og er derfor uddybende materiale på tidsskriftets hjemmeside.
Nature dækker en lang række forskningsgrene, hvor vigtige nye opdagelser og original forskning bliver udgivet enten som artikler eller som "letters" i tidsskriftet. Artiklerne, som er blevet udgivet i Nature er ofte blevet international anerkendt for at opretholde meget høje forskningsstandarder. Færre end 8 % af de artikler, som sendes til tidsskriftet, ender med at blive accepteret og udgivet.
I 2007 modtog Nature Prince of Asturias Award for Communications and Humanity sammen med Science.